# Soumaya Mestiri
Soumaya Mestiri (La Marsa, Túnez; 8 de julio de 1976) es una filósofa tunecina. Sus investigaciones se enfocan principalmente en temas como la historia del liberalismo, el republicanismo, al igual que en teorías de la justicia y el feminismo.

## Vida
Después de sus estudios, fue una conferencista en la Universidad de París, donde sustentó en 2003 una tesis titulada "La Concepción de la Persona en la Filosofía de John Rawls: Ensayo de la Reconstrucción de la Teoría de la Justicia como Equidad", frente a un jurado presidido por Emmanuel Picavet, además de estar conformado por Catherine Audard y Monique Canto-Sperber. Después realizó una investigación postdoctoral en la University of Louvain-la-Neuve, y en 2005, regresó a la docencia en Túnez. Fue profesora en la Facultad de Humanidades y Ciencias Sociales de Túnez. 
Su tesis fue publicada como libro en 2007, por la Casa de las Ciencias del Hombre con el título "Del Individuo al Ciudadano: Rawls y el Problema de la Persona", posteriormente en 2009 se publicó el libro "Rawls: Justicia y Equidad. Empezó a estudiar los textos filosóficos de la tradición árabe-musulmana, traduciéndolos y comentando sobre el filósofo persa medieval Al-Fârâbî, el filósofo y matemático Al-Kindi, así como del escritor, teólogo y naturalista Al-Jahiz.
A inicios de 2009, sus investigaciones tomaron un nuevo enfoque, centrándose en temas árabes-musulmanes como la democracia y el Islam;  Al-Kindi y Ibn Khaldoun; y Amartya Sen. De igual forma, se dedica a estudiar la relación entre el feminismo, la sociedad Occidental y la sociedad Islámica, aunado a esto también explora el debate en Francia sobre los burkinis, destacando reacciones feministas francesas qué llaman a los burkinis una forma de "compasión sobresaliente" frente a la mujer musulmana.

## Obras
- De l'individu au citoyen: Rawls et le problème de la personne (en francés). Paris: Éditions de la Maison des sciences de l’homme. 2007. p. 242. ISBN 978-2-73-511201-2.
- Rawls: justice et équité (en francés). Paris: Presses universitaires de France. 2009. p. 160. ISBN 978-2-13-056974-9.
- Décoloniser le féminisme: une approche transculturelle (en francés). Paris: Vrin. 2016. p. 180. ISBN 978-2-7116-2693-9.
- Mestiri, Soumaya (2018). «Arab Feminism. Between secular and Islamic models».  En Olivia Rutazibwa y Robbie Shilliam, ed. Routledge handbook of postcolonial politics (First edition edición). ISBN 978-1-315-67119-2. OCLC 1019716565. Consultado el 20 de marzo de 2021.[6]

## Artículos
- L'islam, un interlocuteur démocratique:Vers un concept global de démocratique. [7]
- Collective Rights, Liberalism, and Tolerance:A Debate between Rawls, Kymlicka, Taylor, and Habermas.[8]

- De Tocqueville au républicanisme:Sur quelques publications récentes.[9]